# 박수빈 (2005년)
박수빈(2005년 8월 27일 ~ )은 대한민국의 축구 선수로, 포지션은 오른쪽 윙어이다. 현재 K리그1의 포항 스틸러스 소속이다.